# Европско првенство у кошарци 1993.
Европско првенство у кошарци 1993. је било међународно кошаркашко такмичење које је одржано од 22. јуна до 4. јула 1993. у Немачкој. Немачка је освојила златну медаљу, Русија је освојила сребрну медаљу, док је Хрватска освојила бронзану медаљу. Босанскохерцеговачки репрезентативац Сабахудин Билаловић је проглашен за најбољег стрелца првенства. Репрезентацији СР Југославије је било забрањено учешће због санкција.

## Коначан поредак
| Место | Репрезентација      |
| ----- | ------------------- |
| 1     | Немачка             |
| 2     | Русија              |
| 3     | Хрватска            |
| 4     | Грчка               |
| 5     | Шпанија             |
| 6     | Естонија            |
| 7     | Француска           |
| 8     | Босна и Херцеговина |
| 9     | Италија             |
| 10    | Летонија            |
| 11    | Турска              |
| 12    | Белгија             |
| 13    | Израел              |
| 14    | Словенија           |
| 15    | Шведска             |
| 16    | Бугарска            |